# 瓦拉斯省
瓦拉斯省（西班牙語：Provincia de Huaraz），是秘魯的省份，位於該國北部安卡什大區，首府是瓦拉斯，建立於1857年8月5日，面積2,492.91平方公里，海拔高度3,052米，人口143,415，人口密度每平方公里58人。

## 外部連結
- （西班牙文） Official web site of the Huaraz Province （页面存档备份，存于）

9°31′38″S 77°32′00″W / 9.52722°S 77.53333°W